# Diagrama de una línea
El diagrama de una línea o diagrama lineal es un tipo de diagrama eléctrico para representar circuitos trifásicos. Se usa principalmente para  estudiar flujos de  potencia. Solo se puede utilizar mientras el sistema polifásico es equilibrado, puesto que la intensidad que circula por cada rama, así como la tensión de cada punto es igual en módulo.
Se suele usar junto con otras simplificaciones de notación. Deja más espacio para aspectos no eléctricos como puede ser el aspecto económico.
- Datos: Q5805040